# Franklingrondeekhoorn
De franklingrondeekhoorn (Poliocitellus franklinii)  is een zoogdier uit de familie van de eekhoorns (Sciuridae). De wetenschappelijke naam van de soort werd voor het eerst geldig gepubliceerd door Sabine in 1822.